# Carlisle City F.C.
Carlisle City FC là một câu lạc bộ bóng đá có trụ sở tại Carlisle, Cumbria, Anh. Đội bóng hiện thi đấu tại Northern League Division One và có sân nhà ở Gillford Park.

## Danh hiệu
- Northern Alliance
  - Nhà vô địch Division One mùa giải 1991–92[4]

## Thống kê
- Thành tích tốt nhất tại FA Cup: Vòng loại đầu tiên các mùa giải 1976–77, 1977–78, 1978–79, 1979–80[3]
- Thành tích tốt nhất tại FA Vase: Vòng ba mùa giải 1976–77[3]
- Kỷ lục khán giả đến sân: 708 người trong trận đấu với Carlisle United, 8 tháng 7 năm 2017